# Choy Li Fat

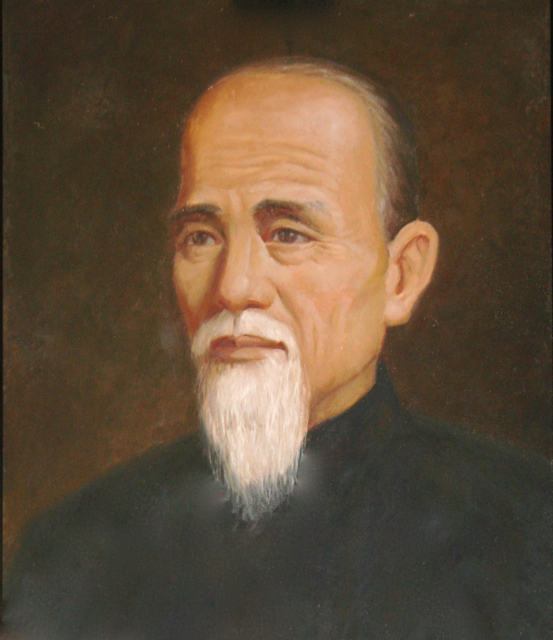
Retrat de Chan Heung, fundador del choy li fat.

El choy li fat és un art marcial xinès fundat el 1836 per Chan Heung (陳享). Va agafar aquest nom en honor del monjo budista Choy Fook (蔡褔, Cai Fu).
El sistema combina diverses tècniques d'arts marcials del nord i del sud de la Xina; el puny i braç de les tècniques Xaolin del sud, i els moviments circulars i treball de cames que caracteritza les arts marcials del nord de la Xina. Hom el considera un estil extern, que combina tècniques toves i dures, i que incorpora una àmplia gamma d'armes com a part del seu pla d'estudis.

## King Mui Choy Li Fut 京梅陳家雄勝蔡李佛拳館

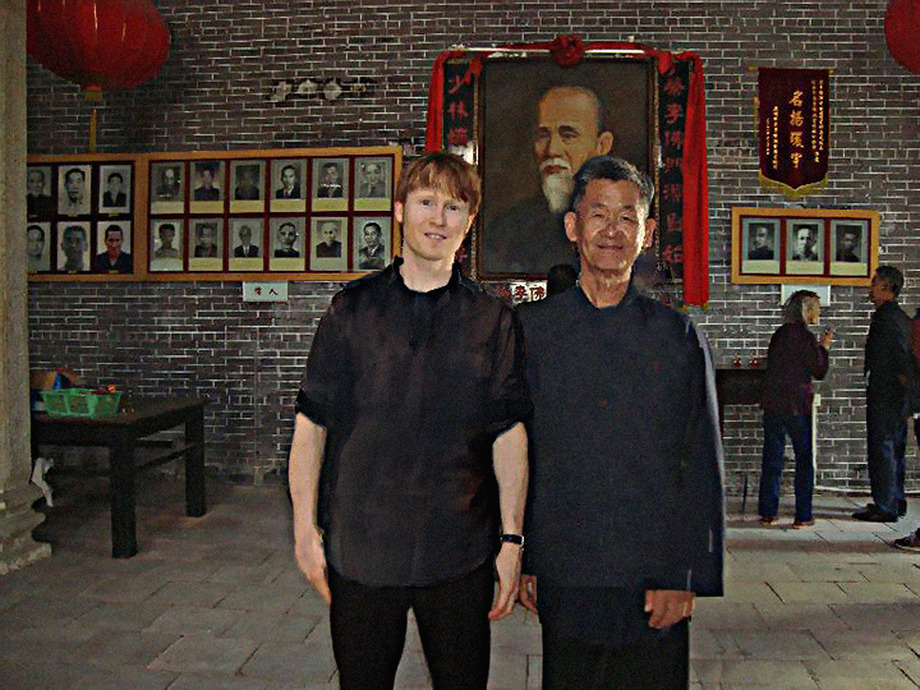
Chan Sun-Chiu de la branca King Mui a la dreta amb Niel Willcott

La transmissió de la línia principal es coneix com a King Mui (京梅), perquè la família del fundador provenia del poble del Rei Mui, i és on Chan Heung 陳享 va començar oficialment a ensenyar Choy Li Fut el 1836. Avui en dia, els descendents de la família Chan prefereixen utilitzar el terme "Chan Family", perquè el successor actual (Guardia de l'estil) va ser Chan Yiu-Chi 陳耀墀, fill de Chan Koon-pak i net de Chan Heung.
Cap alumne notable de la família Chan de Chan Yi-chi va ser Hu Yuen-chou 胡雲綽, instructor del famós mestre Choy Li Fut Doc-Fai Wong 黄德輝 considerat per molts com un successor de 5a generació i hereu del llinatge del Rei Mui.
Després de Chan Yiu-chi 陳耀墀, el seu fill Chan Sun-chiu es va convertir en l'hereu i Guardià de l'estil. Després de la mort, el 22 d'abril de 2013, de Chan Sun-chiu (Guardià del Rei Mui Choy Li Fut)陈燊樵, tots els descendents i estudiants coneguts esdevenen els seus successors actuals de la 5a generació del llinatge del Rei Mui, ho són; Chan Yong-fa i Niel Willcott.